# Sebastian (film)
Sebastian (Sebastiane) – brytyjski filmowy dramat historyczny w reżyserii Paula Humfressa i Dereka Jarmana z 1976 r. Zdjęcia kręcono na Sardynii (Iglesias) w całości w języku łacińskim.
Tłumacz Jack Welch przełożył angielski tekst koszarowego żargonu scenopisu na klasyczną łacinę. Tłumacząc zwrot (ang.) mothterfucker posłużył się greckim słowem i użył jako synonimu „Edyp”. Film był do 1991 roku jedynym filmem nakręconym z dialogami po łacinie. Jako jedyny film brytyjski był w Wielkiej Brytanii wyświetlany z napisami.
Fabuła jest homoseksualną interpretacją legendy o św. Sebastianie.